# Причепилівська (пам'ятка природи)
Причепилівська — геологічна пам'ятка природи місцевого значення. Розташована на південь від села Причепилівка Новоайдарського району Луганської області. Загальна площа — 4 га.
Геологічна пам'ятка отримала статус згідно з рішенням виконкому Луганської обласної ради народних депутатів № 72 від 4 лютого 1969 року (в.ч.), рішенням виконкому Ворошиловградської обласної ради народних депутатів № 247 від 28 червня 1984 року.
Пам'ятка природи знаходиться на правому березі річки Сіверський Донець і являє собою кар'єр, що утворився в результаті видобування гравію. У західній стінці кар'єру і сусідньому ярі під палеогеновими пісковиками і галечниками виходять на денну поверхню маастрихтські шари карбону, які представлені прибережно-морськими відкладеннями, що вміщують значну кількість залишків викопної фауни (стулки устриць, морських брахіопод, гребінців тощо).
У кар'єрі зверху вниз відслонюються київська світа (шари 1-2), безпосередньо причепилівські шари (3-8):
1. Мергелі сильно піскуваті (1 м).
2. Піски дрібнозернисті, кварцово-глауконітові, добре окатані, залягають з різким контактом на нижчезалягаючих пісковиках (0,5 м).
3. Пісковики зеленувато-сірі, різнозернисті, кварцово-глауконітові, з великою кількістю алевролітового матеріалу, містять зерна кварцового та кременевого гравію і дрібної гальки (3 м).
4. Пісковики різнозернисті, окатані, з великою кількістю гравійних зерен кременя і кварцу, з вапнистим цементом. У них містяться залишки рострів белемнітів ймовірно верхньомаастрихтського під'ярусу (1,5 м).
5. Піски різнозернисті, кварцово-глауконітові (2 м).
6. Піски кварцові гравійні (1,5 м).
7. Піски різнозернисті, косошаруваті, перешаровуються алевролітами, у підвалинах яких міститься прошарок кременевої гальки (3 м).
8. Піски зелені, вапнякові, дрібнозернисті, добре окатані, глауконітові на 40 %, із залишками рострів белемнітів, стулок устриць, морських гребінців, брахіопод (4 м).